# 그 후의 이도령
그 후의 이도령은 한국에서 제작된 이규환 감독의 1936년 영화이다. 이진원 등이 주연으로 출연하였고 이규환 등이 제작에 참여하였다.

## 출연

### 주연
- 이진원
- 문예봉
- 독은기